# Heteryon depressus
Heteryon depressus är en skalbaggsart som beskrevs av Sharp 1882. Heteryon depressus ingår i släktet Heteryon och familjen palpbaggar. Inga underarter finns listade i Catalogue of Life.